# Sverre Patursson

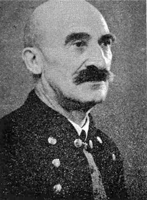
Sverri Patursson als älterer Mann

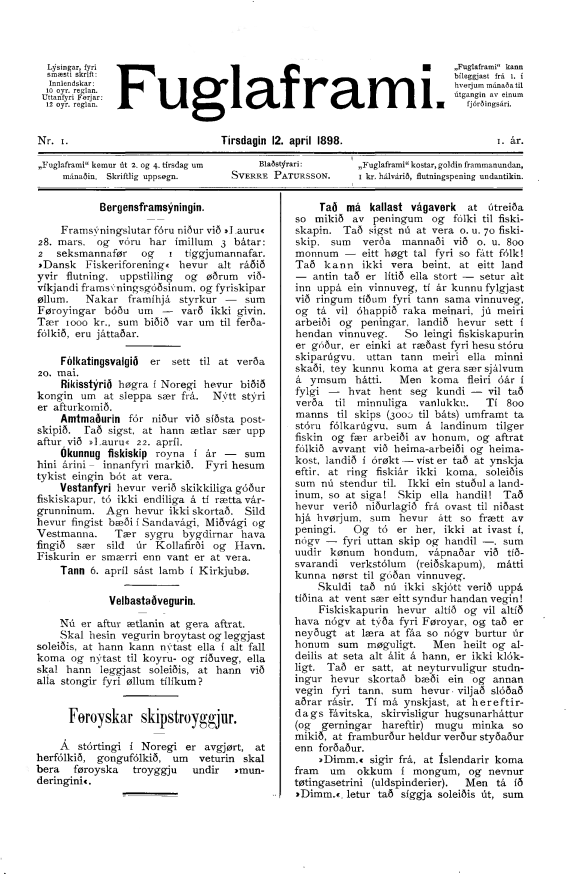
Die erste Nummer von Fuglaframi vom 12. April 1898

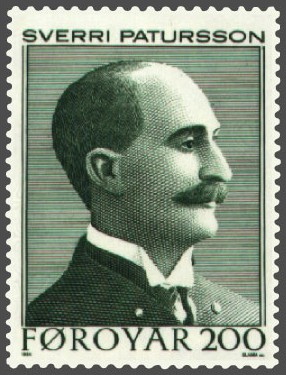
Sverri Patursson als jüngerer Mann. Färöische Briefmarke von 1984. Graveur: Czesław Słania

Sverre Patursson, in heutigem Färöisch auch Sverri, (* 22. September 1871 in Kirkjubøur, Färöer; † 10. November 1960 ebenda) war ein färöischer Schriftsteller. Er gilt als der erste  Prosa-Autor des Landes und widmete sich besonders der Ornithologie.

## Leben
Sverre wurde 1871 auf dem bekannten Königsbauernhof in Kirkjubøur als Sohn von Poul Peder Pedersen (auch Páll Patursson genannt, 1836–1893) und dessen Frau Ellen Cathrine Djonesdatter (auch Elin Dalsgarð genannt, 1840–1934) geboren. Seine älteren Geschwister Súsanna Helena und Jóannes sollten, wie er, wichtige Persönlichkeiten des Landes werden.
Nach seiner Ausbildung in Dänemark und Norwegen, gründete er 1895 den ersten Jugendverband der Färöer, Sólarmagn. Von 1898 bis 1902 gab er seine eigene Zeitschrift heraus, Fuglaframi. Dort setzte er sich als Fachautor auf herausragende Weise für die bedrohte färöische Vogelwelt ein, wofür er heute noch verehrt wird. Nicht zuletzt ist es ihm zu verdanken, dass die jährliche Ankunft des Austernfischers (Tjaldur) am 12. März als Grækarismessa als Feiertag etabliert wurde. Im Januar 1911 heiratete er in Kirkjubøur Agnes Lindemann und arbeitete anschließend von 1911 bis 1912 als Redakteur beim Tingakrossur, der Parteizeitung des Sjálvstýrisflokkurin. Weiterhin hat Sverre Patursson 1914 Robinson Crusoe ins Färöische übersetzt (zuletzt 1990 wieder aufgelegt).
In seinem weiteren Leben reiste er viel und hielt sich für längere Zeit in Norwegen, Schweden und Deutschland auf. Er arbeitete hauptsächlich als Journalist, seine Artikel wurde auch außerhalb der Färöer abgedruckt.
Von seinen Kurzgeschichten gehören "Íslandsferðin" (Die Islandreise) und "Ábal" wohl zu den bekanntesten.

## Werke
- Fuglar og fólk. Øssur Patursson, Kirkjubøur 1968. (176 Seiten, Färöisch. Vögel und Menschen)
- Fram við Sugguni : søgur, greinir, røður og yrkingar. Emil Thomsen, Tórshavn 1971. (172 Seiten, Färöisch. Geschichten, Artikel, Reden und Gedichte)
- Fuglaframi: 1898–1902. Offset-prent, Emil Thomsen, Tórshavn 1972. (408 Seiten, vollständiger Nachdruck der gesammelten Ausgaben der Zeitschrift)
- Fra Færøernes næringsveie i tekst og billeder : med historisk oversigt. Sjóvinnubankin, Tórshavn 1982. (76 Seiten, Dänisch. Über die färöischen Erwerbszweige)
- Ábal og aðrar søgur. Føroya skúlabókagrunnur, 2. Auflage Tórshavn 2004. (45 Seiten, färöisches Schulbuch, Erzählungen)
  - deutsch: Ernst Krenn (Hrsg. u. Übersetzer): Abal und die Möwen. Röth, Eisenach/Kassel 1957 (Das Gesicht der Völker, Nordgermanischer Kulturkreis).
  - Verena Stössinger, Anna Katharina Dömling (Hrsg.): „Abal“. In: »Von Inseln weiß ich...« Geschichten von den Färöern. Unionsverlag, Zürich 2006, ISBN 3-293-00366-4.